# Ohira-Bestmann-Reagenz
Ohira-Bestmann-Reagenz ist eine chemische Verbindung aus der Gruppe der Ester. Sie wurde in den 1990er Jahren von Susumu Ohira und Hans Jürgen Bestmann für eine modifizierte Seyferth-Gilbert-Reaktion entwickelt.

## Gewinnung und Darstellung
Die Ohira-Bestmann-Reagenz kann zum Beispiel durch Reaktion von Dimethyl-2-oxopropylphosphonat mit Natriumhydrid und anschließender Umsetzung mit einem Sulfonylazid gewonnen werden.

## Eigenschaften
Die Ohira-Bestmann-Reagenz ist eine gelbliche oder rötliche Flüssigkeit.

## Verwendung
Die Ohira-Bestmann-Reagenz wird als wirksames Reagenz für die einstufige Umwandlung von Aldehyden in Alkine im Vergleich zur mehrstufigen Corey-Fuchs-Methode verwendet.
Die Generierung des Dimethyl(diazomethyl)phosphonat-Carbanion in situ durch die Umsetzung der Ohira-Bestmann-Reagenz mit Methanol und Kaliumcarbonat als basischer Katalysator unter Deacetylierung zu Essigsäuremethylester sorgt für eine hohe Ausbeute bei der Synthese von terminalen Alkinen. R entspricht einem organischen Rest.